# 540413 Nikzad
540413 Nikzad è un asteroide della fascia principale. Scoperto nel 2010, presenta un'orbita caratterizzata da un semiasse maggiore pari a 2,5701663 au e da un'eccentricità di 0,1404302, inclinata di 9,26393° rispetto all'eclittica.